# Cyrtolobus vanduzii
Cyrtolobus vanduzii är en insektsart som beskrevs av Goding. Cyrtolobus vanduzii ingår i släktet Cyrtolobus och familjen hornstritar. Inga underarter finns listade i Catalogue of Life.